# Leptocerus gracilis
Leptocerus gracilis là một loài Trichoptera trong họ Leptoceridae. Loài này có ở Afrotropisch và miền Cổ bắc.